# Generalni direktor Vojaškega štaba Evropske unije
Generalni direktor Vojaškega štaba Evropske unije (uradno angleško Director General of the European Union Military Staff; kratica: DEUMS) je vodja Vojaškega štaba Evropske unije, ki je vedno trozvezdni general iz ene izmed oboroženih sil članice Evropske unije. S pomočjo namestnika direktorja in načelnika štaba (oba dvozvezdna generala) nadzoruje in usmerja delovanje štaba. Mandat generalnega direktorja traja tri leta.

## Seznam
- generalporočnik Rainer Schuwirth: 2001 - 2004
- divizijski general Jean-Paul Perruche: marec 2004 - marec 2007
- generalporočnik David Leakey: 2007 - 2010
- generalporočnik Ton van Osch: 2010 - 2013
- generalporočnik Wolfgang Wosolsobe: 2013-2016
- generalporočnik Esa Pulkkinen: 2016-2020
- podgeneral Hervé Bléjean: 2020-